# فنجانکی خاردار
فنجانکی خاردار (نام علمی: Cyathea acanthophora) نام یک گونه از سرده فنجانکی‌ها است.